# Ophiomyia fastella
Ophiomyia fastella är en tvåvingeart som beskrevs av Spencer 1981. Ophiomyia fastella ingår i släktet Ophiomyia och familjen minerarflugor.
Artens utbredningsområde är Kalifornien. Inga underarter finns listade i Catalogue of Life.